# Karl V av Lothringen
Karl V Leopold, född 3 april 1643 i Wien, i nuvarande Österrike, död 18 april 1690 i Wels, Oberösterreich, i nuvarande Österrike, var hertig av Lothringen 1675–1690. Han var Leopold I:s svåger och Niklas II:s son. Gift 1678 med Eleonora Maria Josefa av Österrike. 

## Biografi
Karl blev till följd av Frankrikes erövringslust fördriven från sitt land. Han fick av kejsar Leopold I befälet över ett kavalleriregemente och stred med utmärkelse under Montecuccoli först vid S:t Gotthard 1664 och sedermera i Nederländerna samt vid Rhen, där han själv fick överbefälet. Han var en av befälhavarna för den heliga ligan under slaget om Wien (1683), som belägrades av turkarna, och under fortsättningen av kriget med dessa (seger vid Mohács, 1687). Rikskriget mot Frankrike började han 1689 med intagandet av Mainz efter tappert försvar. Döden avbröt dock hans segerlopp.